# آل أحمد منصور

تعديل مصدري - تعديل

آل أحمد منصور هي إحدى قرى عزلة  الوضيع بمديرية الوضيع التابعة لمحافظة أبين، بلغ تعداد سكانها 100 نسمة حسب تعداد اليمن لعام 2004.